# Дрицанская волость
Дри́цанская во́лость (латыш. Dricānu pagasts) — одна из двадцати пяти территориальных единиц Резекненского края Латвии. Находится в северной части края. Граничит с Наутренской, Стружанской, Илзескалнской, Аудринской, Кантиниекской, Рикавской и Гайгалавской волостями своего края.
Крупнейшими населёнными пунктами волости являются сёла: Дрицаны (волостной центр), Пильцине, Ратиники, Брукани, Лемпи, Белевичи, Скушкова, Асинова, Какарвиши.
В Дрицены и Пильцине находятся католические церкви.
Через Дрицанскую волость, минуя село Дрицаны, проходит региональная автодорога P36 Резекне — Гулбене.
По территории волости протекает река Мазича. Из крупных водоёмов — озеро Солошнику.

## История
Дрицанская волость была сформирована в 1861 году на землях Дрицанского, Тауногского и Пильценского поместий, а также Скушковского и Клясицкого фольварков.
В 1935 году площадь Дрицанской волости Резекненского уезда составляла 122,7 км², при населении в 4266 жителя.
В 1945 году в Дрицанской волости были созданы Дрицанский, Пелсиньский, Скушковский и Таунагский сельские советы. После отмены в 1949 году волостного деления Дрицанский сельсовет входил в состав Вилянского (1949—1957) и Резекненского района.
В 1954 году к Дрицанскому сельсовету была присоединена территория ликвидированного Скушковского сельского совета. В 1962 году — территория колхоза «Аусма» Пудерского сельсовета. В 1971 году — территория совхоза «Дрицаны» Пелсиньского сельсовета. В 1981 году части территории Дрицанского сельсовета были переданы Аудриньскому и Кантиниекскому сельским советам.
В 1990 году Дрицанский сельсовет был реорганизован в волость. В 2009 году, по окончании латвийской административно-территориальной реформы, Дрицанская волость вошла в состав Резекненского края.